# Shannonomyia leonardi
Shannonomyia leonardi är en tvåvingeart som beskrevs av Alexander 1933. Shannonomyia leonardi ingår i släktet Shannonomyia och familjen småharkrankar.
Artens utbredningsområde är Puerto Rico. Inga underarter finns listade i Catalogue of Life.